# Nagya Gewog
Nagya (Dzongkha: ན་རྒྱ་), auch Naja geschrieben, ist einer von zehn Gewogs (Blöcke) des Dzongkhags Paro im Westen Bhutans. 
Nagya Gewog ist wiederum eingeteilt in fünf Chiwogs (Wahlkreise). Laut der Volkszählung von 2005 leben in diesem Gewog 3254 Menschen auf einer Fläche von 151,8 km² in 15 (nach der Zählung der Wahlkommission 17) Dörfern bzw. Weilern in 611 Haushalten. Der Gewog befindet sich im Süden des Distrikts Paro, erstreckt sich über Höhenlagen zwischen 2290 und 2700 m und ist zu 10,5 % mit Wald bedeckt. 
An staatlichen Einrichtungen gibt es neben der Gewog-Verwaltung zur medizinischen Versorgung eine Grundversorgungsstelle (BHU, Basic Health Unit) und fünf Beratungsstellen (Outreach Clinics) sowie ein Büro zur Entwicklung erneuerbarer natürlicher Ressourcen (RNR, Renewable Natural Resource centre). Zu den Schulen im Gewog zählen eine Grundschule und zwei weiterführende Schulen, eine Lower Secondary School sowie eine Middle Secondary School.
Insgesamt gibt es in diesem Gewog 12 buddhistische Tempel (Lhakhangs),
die sich in Gemeinde- oder Privatbesitz befinden.
| Chiwog                                  | Dörfer bzw. Weiler |
| --------------------------------------- | ------------------ |
| Bemphu Lingzhi Nagu བེམ་ཕུ་_གླིང་གཞི་_ན་དགུ་  | Jadokha            |
| Bemphu Lingzhi Nagu བེམ་ཕུ་_གླིང་གཞི་_ན་དགུ་  | Lingzhi            |
| Bemphu Lingzhi Nagu བེམ་ཕུ་_གླིང་གཞི་_ན་དགུ་  | Nagu               |
| Bemphu Lingzhi Nagu བེམ་ཕུ་_གླིང་གཞི་_ན་དགུ་  | Pherukha           |
| Bemphu Lingzhi Nagu བེམ་ཕུ་_གླིང་གཞི་_ན་དགུ་  | Bemphu             |
| Bueltikha Jagoen སྦུལ་ཏི་ཁ་_བྱ་དགོན་         | Bueltikha          |
| Bueltikha Jagoen སྦུལ་ཏི་ཁ་_བྱ་དགོན་         | Tabjo              |
| Bueltikha Jagoen སྦུལ་ཏི་ཁ་_བྱ་དགོན་         | Jagoen             |
| Bueltikha Jagoen སྦུལ་ཏི་ཁ་_བྱ་དགོན་         | Jilikha            |
| Rangzhingang Tshebji རང་བཞིན་སྒང་_ཚེབས་སྦྱིས་ | Rangzhigang        |
| Rangzhingang Tshebji རང་བཞིན་སྒང་_ཚེབས་སྦྱིས་ | Tshebji            |
| Rangzhingang Tshebji རང་བཞིན་སྒང་_ཚེབས་སྦྱིས་ | Tshegoen           |
| Wanakha Zursuna ཝ་ན་ཁ་_གྷཟུར་སུ་ན་         | Tokhab             |
| Wanakha Zursuna ཝ་ན་ཁ་_གྷཟུར་སུ་ན་         | Zursuna            |
| Wanakha Zursuna ཝ་ན་ཁ་_གྷཟུར་སུ་ན་         | Wanakha            |
| Jazhina Tsuengoen རྒྱ་གཞི་ན་_བཙུན་དགོན་      | Jazhina            |
| Jazhina Tsuengoen རྒྱ་གཞི་ན་_བཙུན་དགོན་      | Tshendu Goenpa     |